# Prouzel
Prouzel [pʁuzɛl] (picardisch: Prouzi) ist eine nordfranzösische Gemeinde mit 571 Einwohnern (Stand 1. Januar 2022) im Département Somme in der Region Hauts-de-France. Die Gemeinde liegt im Arrondissement Amiens und gehört zum Kanton Ailly-sur-Noye.

## Geographie
Die mit der Nachbargemeinde Plachy-Buyon zusammengewachsene Gemeinde am linken (westlichen) Ufer der Selle liegt rund elf Kilometer südsüdwestlich von Amiens. Die Gemeinde wurde von der seit dem Ende der 1980er Jahre stillgelegten Bahnstrecke von Amiens nach Beauvais (jetzt als Wanderweg La Coulée verte ausgebaut) durchzogen.

## Geschichte
In Prouzel wurden mehrere gallische Bestattungen gefunden.
Das Schloss ist der Sterbeort des Kriegsministers Louis Juchault de Lamoricière (1806–1865).

## Einwohner
| 1962 | 1968 | 1975 | 1982 | 1990 | 1999 | 2006 | 2011 |
| ---- | ---- | ---- | ---- | ---- | ---- | ---- | ---- |
| 306  | 352  | 384  | 399  | 502  | 503  | 481  | 478  |

## Verwaltung
Bürgermeister (maire) ist seit 2001 Audouin de l’Épine.

## Sehenswürdigkeiten
- Kirche Notre-Dame de la Nativité aus dem 16. Jahrhundert mit einem Taufbecken aus dem 12. Jahrhundert
- Schloss Prouzel aus dem 17. Jahrhundert mit Park, 1963 als Monument historique eingetragen (Base Mérimée PA00116223)
- Taubenhaus aus dem 18. Jahrhundert